# Nakba

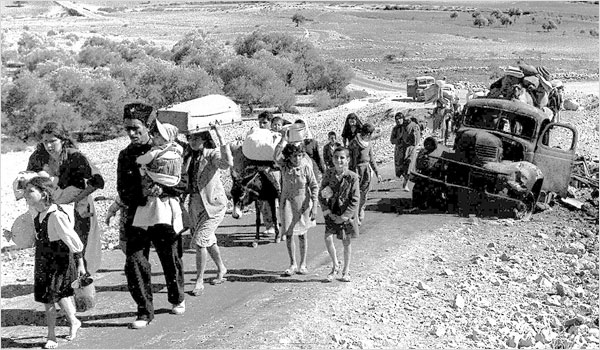
Refugiaţi arabi palestinieni în Galileea în toamna anului 1948

Nakba sau An-Nakba (în arabă النكبة- „catastrofă” sau „dezastru”) este un termen sub care sunt înțelese în lumea arabă în general, și în rândurile arabilor palestinieni, în particular:
- eșecul eforturilor militare arabe în cursul războiului civil arabo-evreiesc din ultimele luni ale regimului mandatar britanic în Palestina (noiembrie 1947-mai 1948) și al Războiului arabo-israelian din anii 1948-1949 de a împiedica formarea în Palestina a statului evreiesc Israel;
- exodul, voluntar sau involuntar, al unei mari părți a arabilor palestinieni, peste 700.000 de persoane[1], în cursul ostilităților dintre arabi și evrei în Palestina în anii 1947-1949, care a dus la crearea problemei refugiaților  palestinieni, sau
- amândouă.

Inițial termenii folosiți de arabii palestinieni pentru anul fatidic 1948 au fost Sanat al hudjaiydj sau Sanat al hidjra (Anul exodului) 
Înainte de adoptarea termenului Nakba de către mișcarea naționalistă palestiniană, „Anul Catastrofei” era pentru arabi anul 1920, când puterile coloniale europene au divizat Imperiul Otoman în mai multe state separate, după frontiere convenite între ele.
Termenul Nakba a fost folosit întâia oară pentru evenimentele din Palestina din anii 1948-1949 în vara anului 1948 de către scriitorul și ideologul naționalist sirian Constantine Zureiq, în cartea sa Maʿnā al-nakba (Semnificația  catastrofei), publicată în engleză în anul 1956.
În timpul războiului din 1948, între 400 și 600 de sate palestiniene au fost devastate, în timp ce Palestina arabă urbană a fost aproape complet ștearsă de pe fața pământului. Termenul „Nakba” se referă și la perioada războiului și la evenimentele care i-au afectat pe palestinieni din decembrie 1947 și până în ianuarie 1949.
Numărul exact al refugiaților, din care mulți s-au stabilit apoi în tabere de refugiați din statele vecine, este un subiect de dispută, dar circa 80% din locuitorii arabi ai ceea ce a devenit statul Israel (jumătate din totalul arabilor din Palestina Mandatară) și-au părăsit sau au fost alungați din casele lor. Circa 250.000–300.000 de palestinieni au fugit sau au fost alungați înainte de declararea independenței Israelului, în mai 1948, fapt prezentat drept casus belli pentru intrarea armatelor Ligii Arabe în Palestina, declanșând Războiul Arabo-Israelian din 1948-1949.
Cauzele Nakbei sunt subiect de puncte de opinie fundamental opuse între istorici. Factorii care au condus la exod includ: izbucnirea rǎzboiului dintre cele douǎ comunitǎți - araba si evreiască - în Palestina, avansul militar evreiesc în confruntarea cu arabii palestineni și cu armatele statelor arabe vecine care au pătruns în Palestina, distrugerea satelor arabe, războiul psihologic și teama de un alt masacru pe care l-ar fi putut comite milițiile sioniste după cel de la Deir Yassin,:239–240 lucruri care i-au determinat pe mulți palestinieni să-și părăsească localitățile de teamă; ordinele directe de expulzare ale autorităților israeliene; exodul voluntar al claselor sociale mai bogate; colapsul conducerii palestiniene și ordinele arabe de evacuare; și refuzul de a trăi sub control evreiesc.
Ulterior, o serie de legi adoptate de primul guvern israelian i-au împiedicat pe palestinieni să se întoarcă la casele lor sau să-și revendice proprietățile. Ei și mulți dintre urmașii lor rămân și în ziua de astăzi cu statut de refugiați. Mai târziu, exodul palestinienilor a fost descris de unii istorici drept purificare etnică, în timp ce alții dispută acest punct de vedere.
Statutul refugiaților, în particular solicitarea ca Israelul să le permită dreptul la întoarcere în casele lor sau să îi compenseze, sunt probleme cheie în cadrul nesoluționatului conflict israeliano-palestinian. Evenimentele din 1948 sunt comemorate de palestinienii din teritoriile ocupate și din întreaga lume pe 15 mai, o dată cunoscută drept Ziua Nakba și care corespunde aproximativ cu ziua proclamării statului Israel.

### Războiul
Statele arabe si arabii din Palestina au respins rezoluția 181 din 29 noiembrie 1947 a Adunării Generale a ONU care a chemat la împărțirea teritoriului Palestinei sub mandat britanic în două state, arab și evreiesc.
La 1 decembrie 1947, încă sub regimul mandatar britanic, au izbucnit ostilități între arabi și evrei, care au luat amploarea unui război civil interetnic.
La 15 mai 1948 mandatul Marii Britanii asupra Palestinei a luat sfârșit. Cu câteva ore mai înainte, întrunită la 14 mai 1948, pentru a nu profana sâmbăta, conducerea evreiască a procedat la proclamarea Statului Israel pe teritoriul prevăzut de ONU. În loc de organizarea unui stat arab pe teritoriul prevăzut de planul de împărțire, statele arabe și liderii arabi palestinieni au investit întreaga lor energie în efortul de a împiedica crearea statului evreiesc și de a-l cuceri. La 15 mai 1948 armatele Egiptului, Transiordaniei, Irakului,Siriei și Libanului au pătruns în Palestina, în intenția declarată de a distruge Israelul, ori de a proteja pe arabii palestinieni ori pentru „a restaura ordinea”, cum s-au exprimat egiptenii. În cursul războiului armatele arabe au fost înfrânte. Teritoriul care ar fi trebuit după hotărârea ONU să fie preluat de un stat arab palestinian a fost împărțit, portivit liniilor de armistițiu, între Israel, de o parte, Transiordania (care a cucerit Ierusalimul de est și teritoriul cunoscut de atunci ca Malul de vest sau Cisiordania) și Egiptul (care a menținut controlul asupra Fâșiei Gaza), pe de altă parte.

### Refugiații arabi palestinieni
La capătul ostilităților, circa 711,000 arabi palestinieni s-au văzut refugiați și fără domicilii. Ei reprezentau circa 50 % din populația arabă a Palestinei sub mandat britanic, și 80% din populația arabă palestiniană a teritoriului ajuns sub controlul Israelului. Circa jumătate din ei s-au refugiat sau au fost izgoniți în timpul conflictului desfășurat înaintea proclamării Statului Israel.
Circa 150,000 arabi au rămas pe teritoriul Israelului, o parte din ei refugiați interni, deplasați din localitățile lor de origine. Ei au primit cetățenia israeliană, dar s-au aflat până în anul 1966 sub regim de administrație militară.
Sute de mii de refugiați palestinieni au fost cazați în lagăre de refugiați amenajate în Transiordania și Cisiordania, teritorii unite între 1949-1967 în cadrul Regatului Hașemit al Iordaniei, în Siria, Liban și Fâșia Gaza. Spre deosebire de celelalte țări arabe, în Iordania, precum și în Autoritatea Națională Palestiniană, înființată în Cisiordania și Fâșia Gaza în anul 1994, refugiații au putut primi dreptul la cetățenie.
Refugiații arabi palestinieni din 1948 și urmașii lor, care ar însuma în zilele noastre circa 4 milioane de persoane, au un statut special, fiind încă, la 65 ani după Nakba, sub protecția Agenției ONU  pentru Refugiați UNRWA.     
Israelul a absorbit în aceeaș perioadă sute de mii de evrei refugiați sau emigrați din Europa de după Holocaust, precum și din țările arabe și musulmane.
Rezoluția 194 a Adunării Generale a ONU din 1948 a chemat la returnarea sau despăgubirea refugiaților arabi palestinieni. În absența unui acord definitiv între Israel și arabii palestinieni și în condițiile menținerii vreme de treizeci de ani a stării de război și a ostilităților militare repetate dintre Israel și  statele arabe vecine  această rezoluție nu a fost aplicată.
Israelul, care nu a exclus posibilitatea despăgubirii refugiaților în cadrul unor acorduri de pace, a emis, din motive de securitate națională,  o lege care interzice întoarcerea refugiaților palestinieni pe teritoriul său. Problema refugiaților palestinieni care nu au fost integrați decāt în micǎ parte în țǎrile arabe in care s-au refugiat (mai ales in Iordania)  a rǎmas nerezolvatǎ si dupǎ semnarea acordurilor de pace dintre Israel și Egipt, Israel și Iordania și a acordurilor de la Oslo dintre Israel si Organizația pentru Eliberarea Palestinei. Ea s-a perpetuat și dupǎ constituirea in Cisiordania si Fâșia Gaza a Autoritǎții Naționale Palestiniene și dupǎ evacuarea Fâșiei Gaza de cǎtre Israel și constituirea in acest teritoriu a regimului islamist al Hamasului, aflat în stare de rǎzboi cu Israelul. 
Un impediment a constituit și menținerea stǎrii de război dintre Siria și Liban, de o parte, și Israel, de altǎ parte.   
Arabii palestinieni reclamă „dreptul la reîntoarcere” la domiciliile lor și ale părinților și bunicilor lor dinainte de 1948. Israelul se opune acestui drept deoarece el pune în pericol securitatea și ponderea majoritară a evreilor în Israel și golește de conținut dreptul evreilor la autodeterminare în cadrul statului lor național, considerat Jus Cogens (drept imperativ) în virtutea dreptului internațional.

## Comemorarea Nakbei
Conducerea arabă palestiniană a stabilit ca zi de comemorare a Nakbei ziua de 15 mai, care coincide aproximativ cu data după calendarul gregorian a proclamării Statului Israel, cunoscută ca Ziua independenței Israelului. Practic Ziua Independenței Israelului (Yom Haatzmaut) este sărbătorită de evrei nu după calendarul gregorian, ci după cel evreiesc, în ziua 5 a lunii Iyar, care în marea majoritatea anilor nu coincide cu Ziua  Nakbei.
Ceremoniile zilei Nakbei din teritoriul Autorității Naționale Palestiniene au fost parțial influențate de modul în care comemorează Israelul Ziua amintirii eroilor din ajunul Zilei Independenței și Ziua amintirii Holocaustului, Yom Hashoá, de pildă prin sunete de sirenă în întreaga țară, la care populația răspunde printr-un moment general de reculegere.
În afara zilei oficiale a Nakbei, o parte din populația arabă palestiniană din Israel reacționează cu manifestații de protest și doliu și în timpul celebrării Zilei Independenței Israelului după calendarul ebraic.